# Білогорське (Ульяновська область)
Білогорське (рос. Белогорское) — село в Тереньгульському районі Ульяновської області Російської Федерації.
Населення становить 394 особи. Входить до складу муніципального утворення Білогорське сільське поселення.

## Історія
Від 2004 року входить до складу муніципального утворення Білогорське сільське поселення.

## Населення
| 2010 |
| ---- |
| 394  |